# Eogammarus barbatus
Eogammarus barbatus is een vlokreeftensoort uit de familie van de Anisogammaridae. De wetenschappelijke naam van de soort is voor het eerst geldig gepubliceerd in 1965 door Nina Liverjevna Tzvetkova.